# Sångparakit
Sångparakit (Psephotus haematonotus) är en fågel i familjen östpapegojor inom ordningen papegojfåglar.

## Utseende
Hane sångparakit är lysande grön, med blått huvud och röd övergump. Honan är rätt annorlunda, mer olivgrön och utan rött. 

## Utbredning och systematik
Sångparakit delas in i två underarter:
- Psephotus haematonotus caeruleus – förekommer i South Australia (området kring Lake Eyre) och angränsande Queensland
- Psephotus haematonotus haematonotus – förekommer i buskterräng och skog invid floder i det inre av sydöstra Australien

## Levnadssätt
Sångparakiten är vanlig i öppna miljöer, framför allt jordbruksmarker med kringliggande skogsområden. Den födosöker på marken.

## Status och hot
Arten har ett stort utbredningsområde och tros öka i antal. Internationella naturvårdsunionen IUCN listar den därför som livskraftig (LC).

## Bilder

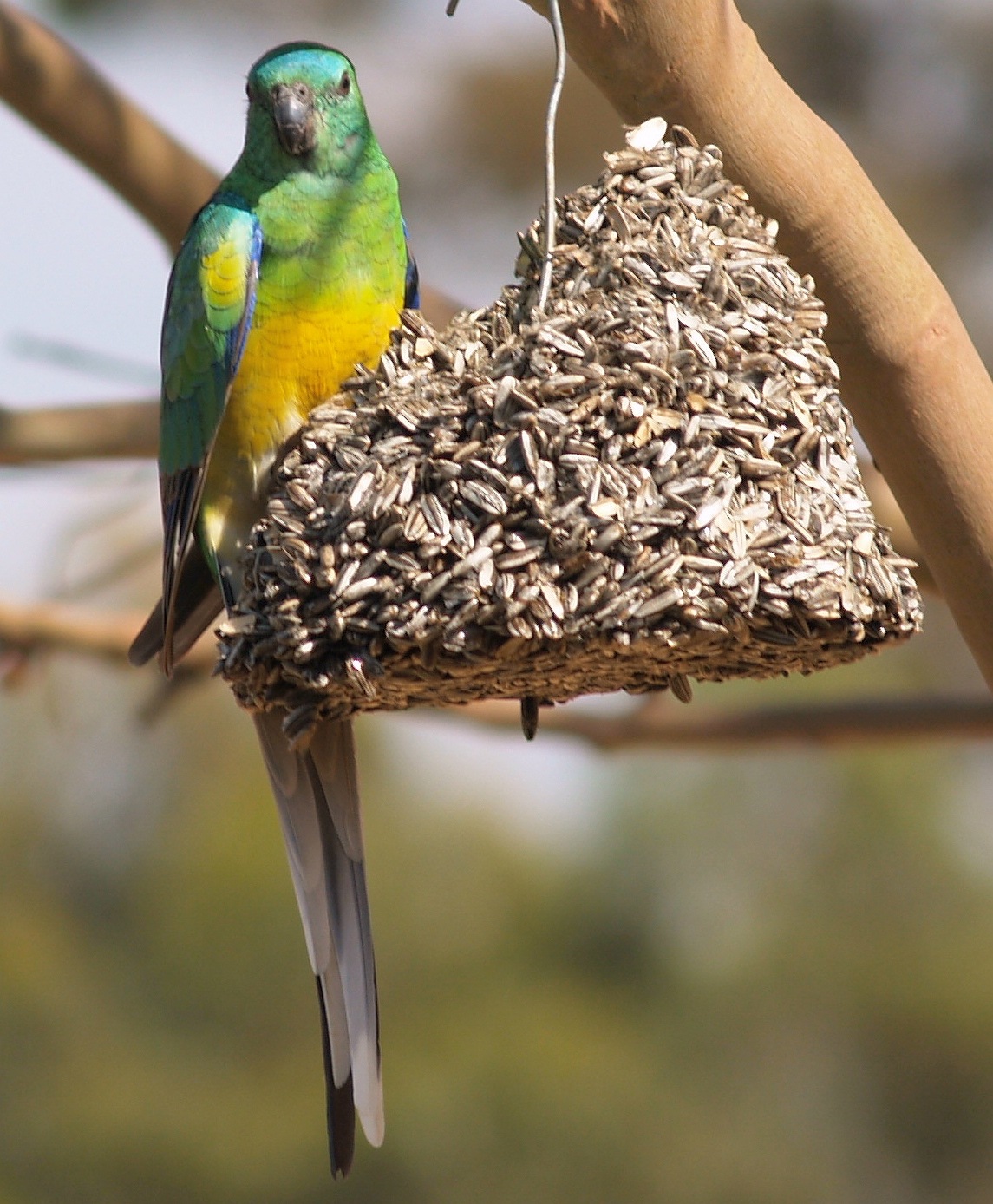
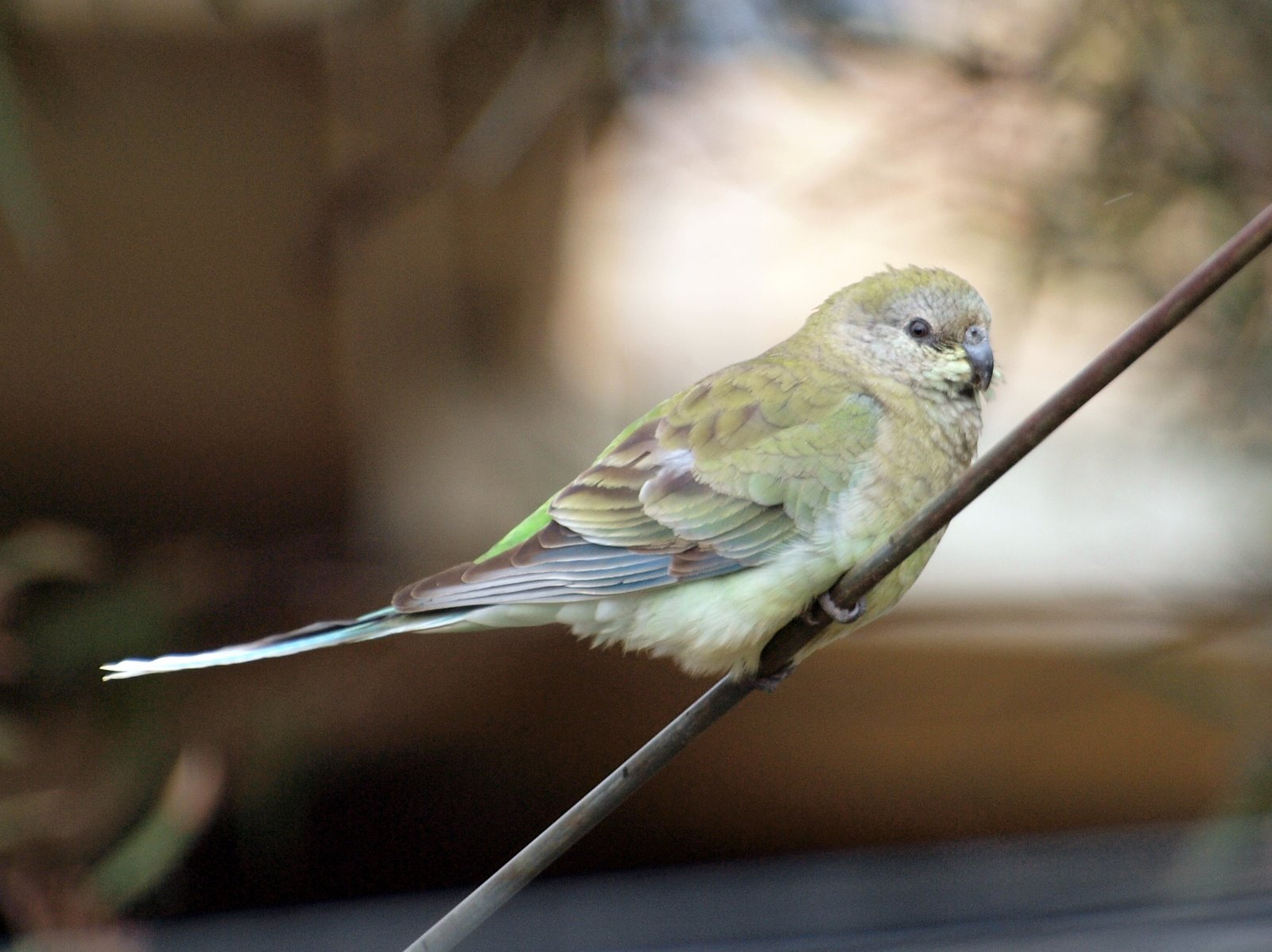
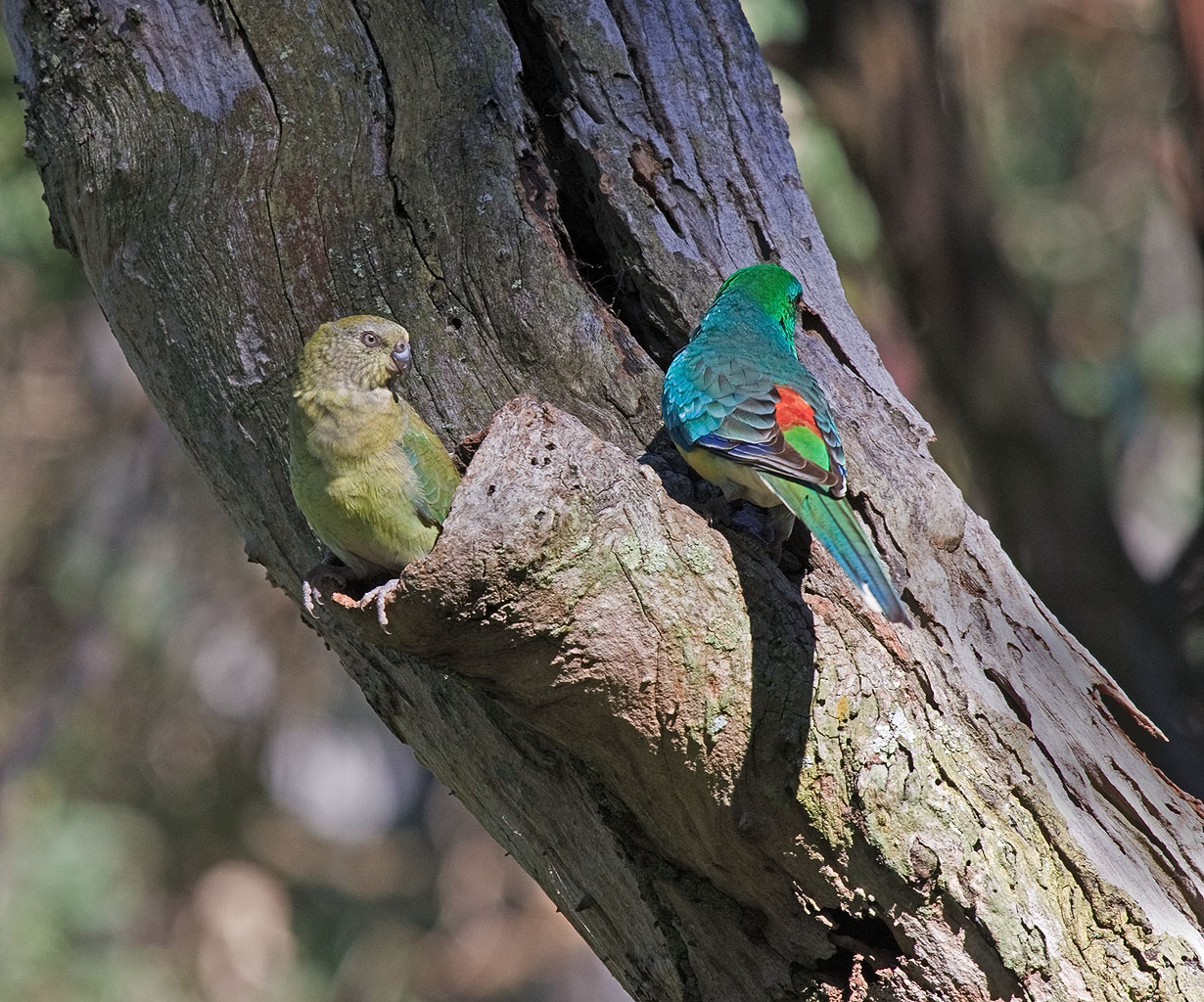
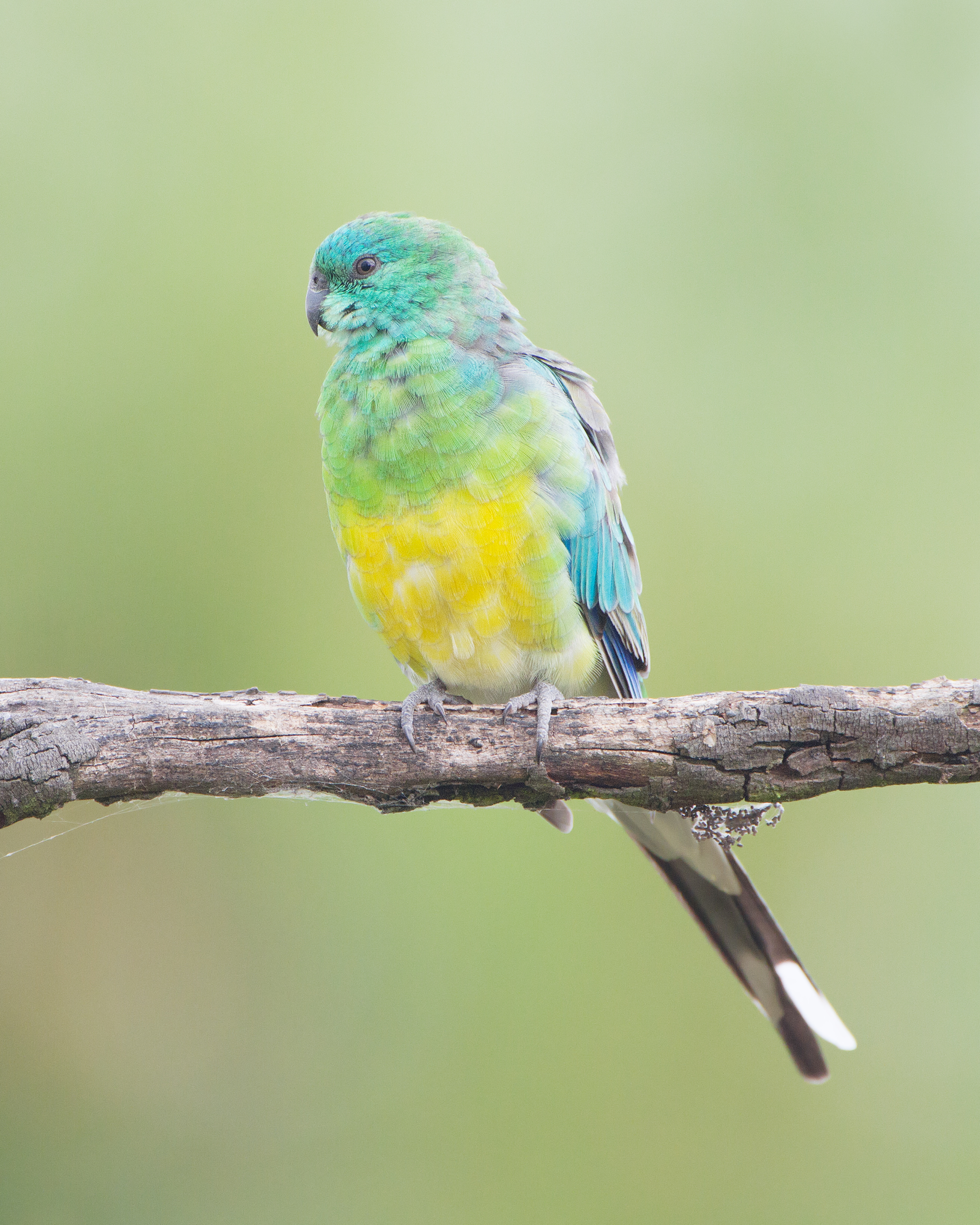
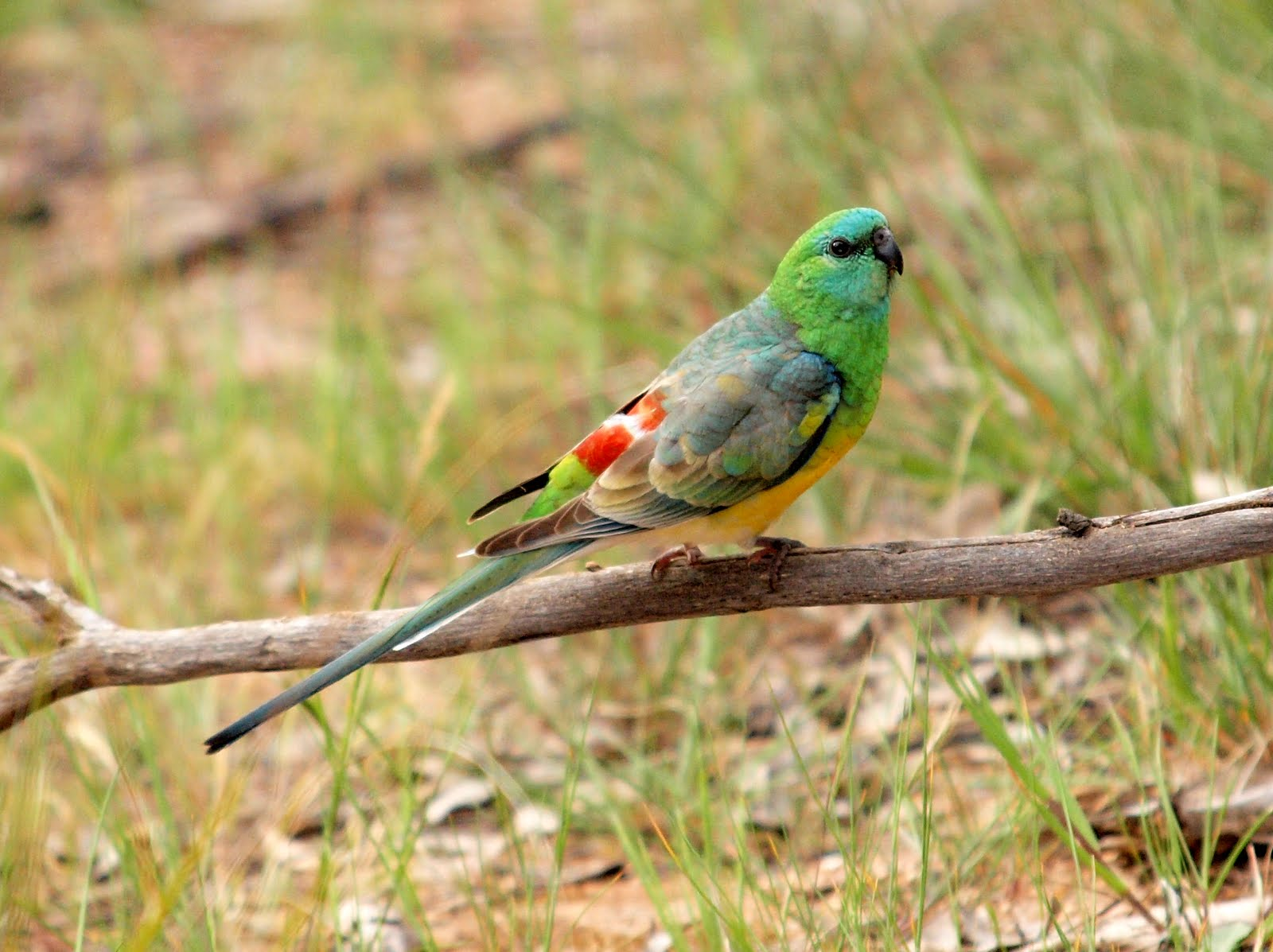
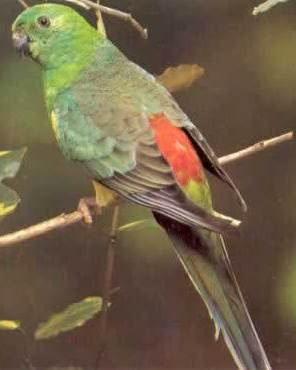
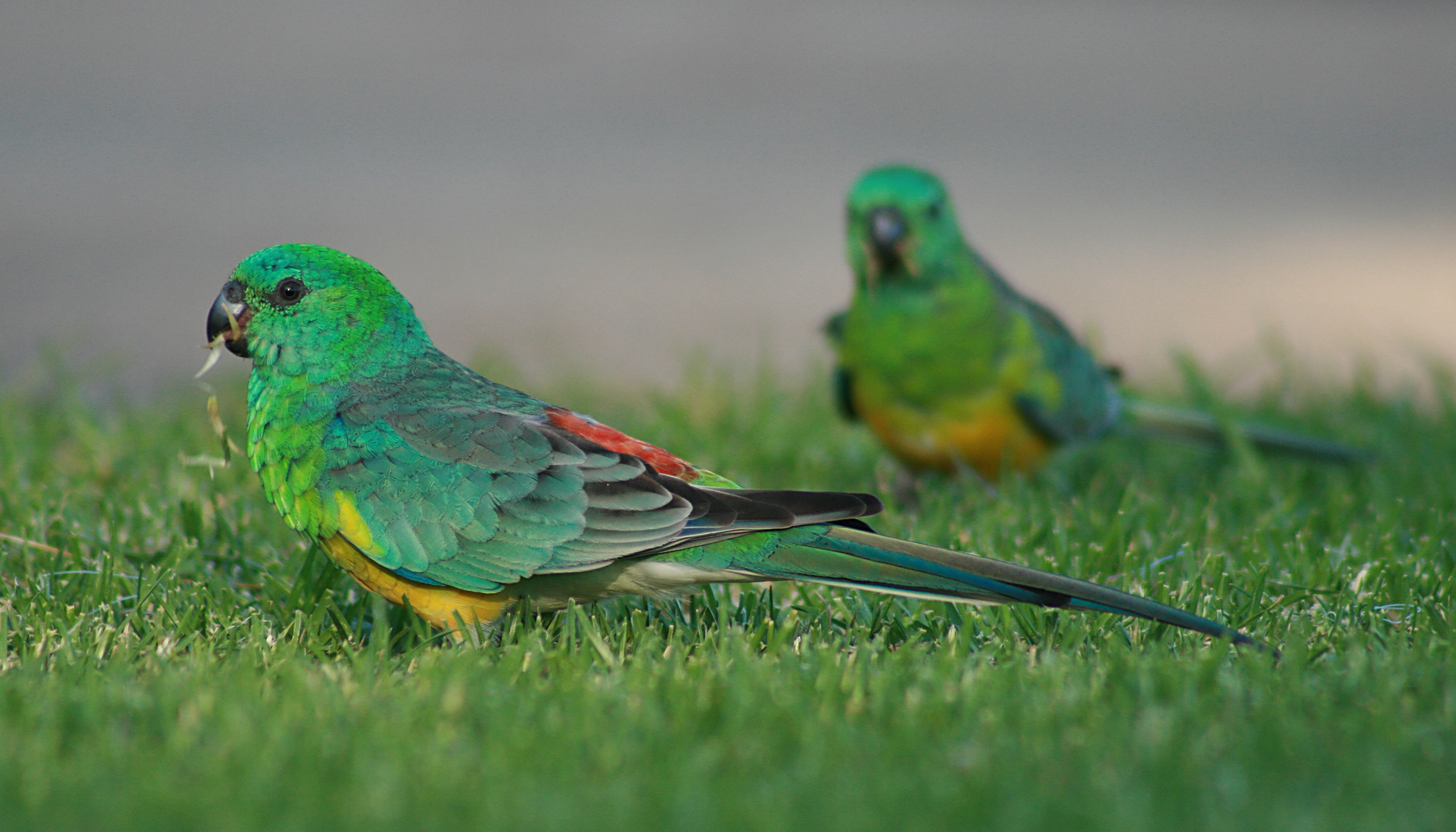
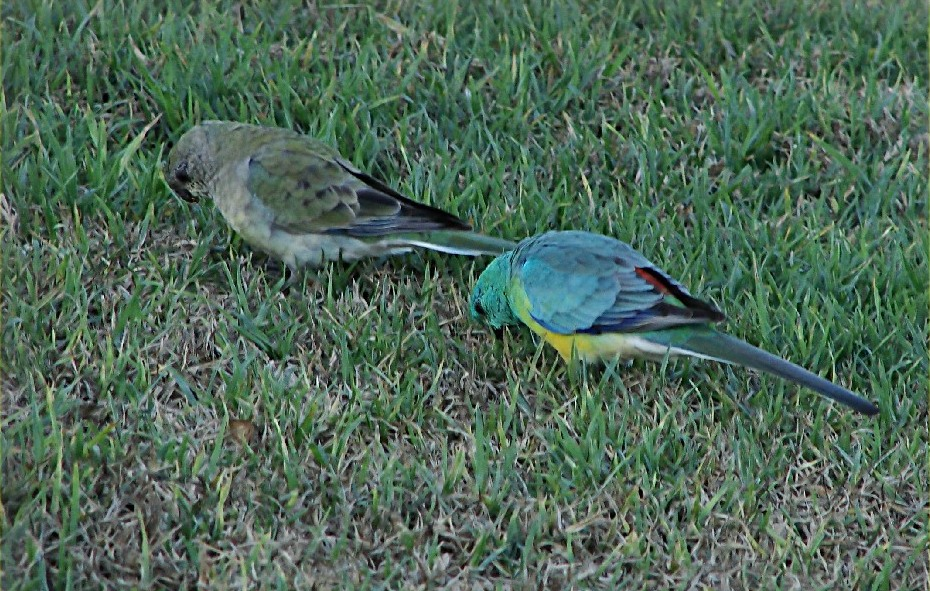
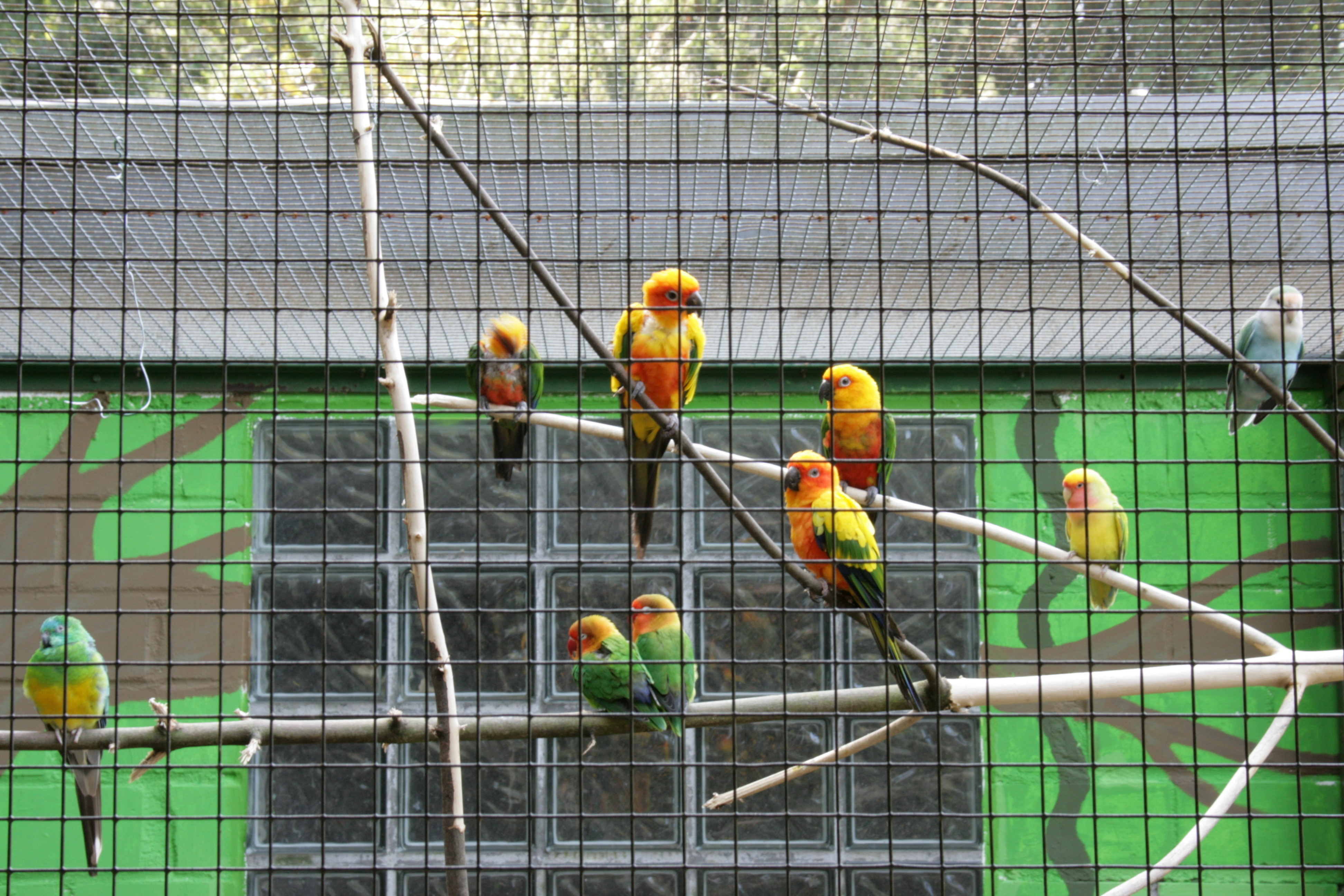